# Ернст Хоферихтер (награда)
Литературната награда „Ернст Хоферихтер“ (на немски: Ernst-Hoferichter-Preis) е учредена през 1995 г. от Фондация Хоферихтер. Присъжда се ежегодно на двама автори от Мюнхен (също в областта кабаре, сценарий и ика), които в произведенията си „обединяват оригиналност с отвореност към света и хумор“ в духа на немския писател, журналист и актьор Ернст Хоферихтер.
Наградените получават по 5000 €.

## Носители на наградата (подбор)
- Карл Амери (1975)
- Франц Ксавер Крьоц (1985)
- Джордж Табори (1987)
- Лотар-Гюнтер Бухайм (1993)
- Стен Надолни (1995)
- Херберт Ахтернбуш (1999)
- Алберт Остермайер (2000)
- Ернст Аугустин (2008)
- Матиас Политики (2009)